# Војна крајина
Војна крајина или Војна граница (њем. Militärgrenze, мађ. Katonai határőrvidék, рум. Graniţă militară) била је војно-управна област која је обухватала погранични појас дуж јужних и источних граница Хабзбуршке монархије, а касније Аустријског царства и Аустроугарске монархије. У свом најширем територијалном опсегу простирала се у пограничном појасу од планине Велебита за западу до Карпата на истоку. Деловала је као cordon sanitaire против упада из суседног Османског царства. Постојала је у периоду од 16. века, до коначног укидања и развојачења 1873. године, а током своје дуге историје прошла је кроз неколико фаза административног и територијалног развоја.
Настала је током 16. века, реорганизацијом старих капетанија и формирањем посебног погранчног појаса, који је постепено изузет од надлежности жупанијских и саборских власти. Непосредну команду над пограничним појасом у хабзбуршкој Хрватској и горњој Славонији преузео је Градачки ратни савет, који је био подређен Дворском ратном савету у Бечу. Пограничне области организоване су у два генералата: Карловачки и Вараждински, између којих је постојао крајишки сектор под комадом хрватско-славонског бана, прозван Банском крајином.
Крајем 17. и почетком 18. века, територија Војне крајине проширена је према областима које су ослобођене од османске власти. Дуж нових граница формиране су нове крајине: Славонско-сремска, Потиско-поморишка, Банатска и, Трансилванска. Од тада се гранични појас протезао од Лике и Крбаве на западу, преко доње Славоније и Тамишког Баната, до Трансилваније на крајњем истоку, захватајући разне територије у саставу данашњих држава Хрватске, Србије, Румуније и Мађарске. Током 17. и 18. века, систем одбране је додатно заокружен, прерастањем старог модела заснованог на гарнизонској одбрани у нови модел заснован на територијалној одбрани која је почивала на граничарској служби слободних сељака-војника.
Становници Војне крајине су били познати као граничари (њем. Grenzer) или крајишници. Били су колонисти, већином Срби, Хрвати, Румуни и Немци, који су се обавезали на војну службу у замену за земљишне поседе. Немци које је државна власт регрутовала током 18. века ради насељавања и развоја у пограничним угарским областима постали су познати као Дунавске Швабе (њем. Donauschwaben). Војни пукови које су формирали досељеници били су везани за територије својих регименти, тако да су били добро упознати са помесним тереном и условима. Због својих војничких квалитета, крајишки пукови су уживали знатну војну репутацију.
Војна крајина је развојачена етапно, у периоду од 1851. до 1873. године. Прво је 1851. године у целини укинута Трансилванска војна крајина, а затим је 1871. године извршено развојачење појединих регименти Хрватско-славонске војне крајине (Ђурђевачка и Крижевачка). Затим је током 1872. и 1873. године у целини укинута Банатско-српска војна крајина, а потом је развојачен и преостали део Хрватско-славонске војне крајине (1873), чиме је хабзбуршка Војна крајина и коначно престала да постоји као посебна војно-територијална област.

## Историја
Војна крајина се развила на темељу старијих војних структура, које су у угарским земљама постојале током позног средњовековног периода. У покушају да ојача одбрану против Османлија и Млетака, угарски краљ Сигимунд је 1435. године основао тзв. табор, односно војни логор у Хрватској, Славонији и Усори. Краљ Матија је након 1463. године основао нове бановине Јајачку и Сребреничку, а 1469. године и војну капетанију са седиштем у Сењу, по узору на османске капетаније у Босанском санџаку. Све ове акције, предузимане са циљем побољшања безбедности, показале су се недовољни успешним, што је довело до развоја хрватске пандурске пешадије и српске хусарске коњице.

### 16. век
Након што су 1526. године  аустријски Хабзбурзи  постали краљеви Угарске и угарске провинције Хрватске и Славоније, цар Фердинанд  отпочео је са стварањем одбрамбене линије ка Османском царству. У кратком року, све ово се показало неефикасним, јер су Османлије пролазећи 1529. кроз то подручје, заузели Будим и држали под опсадом Беч, пустошећи том приликом погранична подручја.
Нови војни узмаци су постали озбиљан проблем и Конгрес унутрашњих аустријски земаља је у Бруку на Мури 1578. дефинисао обавезе сваке земље у покривању војних трошкова и дефинисао приоритете у побољшању одбрамбене стратегије. Штајерско племство финансирало је Горњославонску војну крајину, док су остали (Доња Аустрија, Горња Аустрија, Крањска, Корушка и Салцбург) финансирали војну крајину.
На крају 16. века, западни део Војне Крајине  постао је позната као Карловачки генералат, а од тридесетих година 17. века Горњославонска војна крајина је постала позната као Вараждински генералат.  Војна крајина била је под директном влашћу бечког тј.царског двора и Војног савјета у Грацу.

### 17. век
Упркос финансијско подршци унутрашњег аустријског племства, финансирање Крајине није било довољно ефикасно. Војно руководство у Грацу одлучило је да проба другу могућност поред плаћања јединица. Тридесетих година 15. вијека Царски суд је одлучио да додјели земљиште и одређене повластице за досељенике у Крајину (ускоци као и избјеглице из Османског царства) у близини Жумберка, који би заузврат служили у царској војсци. Преостало месно становништво је такође подстицано да добије статус слободних сељака (а не кметова) и остале привилегије. Нове јединице су организоване у десет или више војводстава у свакој капетанији.
Војна крајина је 1627. године уклоњена из надлежности Хрватског сабора и стављена под непосредну контролу хабзбуршке војске. На тај начин је имала потпуну контролу над цивилним и војним властима све до укидања Крајине.
Цар Фердинанд  је у новембру 1630. године прогласио Влашки статут (лат. Statuta Valachorum), декрет којим су дефинисана права „Влаха” (термин је кориштен за заједнице православних избјеглица, првенствено Србе) везана за војну команду, обавезе и унутрашњу самоуправу. Војна крајина изузима дефинитивно из банске управе и подводи под аустријску.
Током 17. вијека територија Војне крајине се ширила према истоку и формиране су нове организационе јединице. До тада се она простирала од уже Хрватске на западу до источне Трансилваније, укључујући дијелове данашње Хрватске, Србије, Румуније и Мађарске. Област су насељавали углавном  српски, хрватски и немачки колонисти (називани граничари), који су у замену за земљу служили у војним јединицама бранећи царство од Османлија. Већина досељеника су били Срби, док су неки били Хрвати, углавном из Босне. Велика сеоба Срба у хабзбуршке земље је била изведена за вријеме патријарха Арсенија III Црнојевића. Велику заједници Срба сконцентрисаних у Банату, јужној Угарској и Војној крајини, чинили су трговци и занатлије из градова, али су избеглице углавном били сељаци.

### 18. век
Низом декрета и закона, од којих су најзначајнији „Војно-граничарска права” (1754) и „Крајишки темељни закон” (1807), регулисана су права, обавезе и посједи Крајишника, која су увијек била далеко већа од права хрватских сељака, кметова и пургера.
У међувремену је 1763. године основан Шајкашки батаљон од дијелова укинуте Дунавске и Потиске војне крајине. Та јединица је 1852. трансформисана у Тителски пјешадијски батаљон, који је постојао све до 1873. године, када је укинут и развојачен, а његова територија је прикључена Бачко-Бодрошкој жупанији.
Угарски сабор је тражио поштовање његових права и јединство угарске територије и интегрисање Војне крајине у околне комитате, образлажући то тиме да финансијски терет одржавања Војне крајине спада на њих. Срби су сматрали да су као ратници слободни на територији Војне крајине, која је била изузета од месних власти и подређена њиховим заповедницима и тиме директно аустријском цару.
Српски фрајкори су основани у Банату од избјеглица који су побјегли за вријеме ранијих ратова против Османског царства и бројали су око 5.000 припадника. Фрајкори ће се борити за ослобођење Србије и уједињење под хабзбуршком влашћу. Аустријанци су користили фрајкоре у два неуспјешна покушаја заузимања Београда, крајем 1787. и почетком 1788. Ернст Гидеон фон Лаудон је заузео Београд 1789. Аустријска војска је окупирала Србију, а многи Срби су се борили у хабзбуршким фрајкорима, стичући војно и организационо искуство. Међутим, до 1791. Аустријанци су принуђени на повлачење преко Дунава и Саве, а њих су пратили хиљаде српских породица који су се плашили османских прогона. Рат је окончан Свиштовским миром.
Значајне промене наступиле су крајем 18. века. Прво је 1783. године извршено спајање Банске крајине и Вараждинског генералата у обједињену Банско-вараждинску крајину, којој је 1786. године придружен и Карловачки генералат, чиме је створена обједињена Банско-вараждинско-карловачка крајина, из које је већ 1790. године издвојена Банска крајина, чиме је остатак сведен на Карловачко-вараждинску крајину, са седиштем у Загребу. У међувремену, цивилна управа у Војној крајини је 1787. године раздвојена од војне, али то решење је поништено већ 1800. године.

### 19. век
Нова реорганизација извршена је 1823. године, када је Банска крајина поново и коначно спојена са Карловачко-вараждинским генералатом, чиме је створена проширена Хрватска војна крајина. Додатне реформе спроведене су у периоду између 1848. и 1850. године, када су две суседне крајине, Хрватска  и Славонска, обједињене у јединствену Хрватско-славонску војну крајину са седиштем у Загребу. Заповедник обједињене крајине био је Јосип Јелачић, хрватско-славонски бан који је осигурао да крајишници пошаљу своје изабране делегате у Хрватско-славонски сабор. То право је касније одузето. Упркос царевог обећања из 1850. године да ће Хрватско-славонска војна крајина и Краљевина Хрватска и Славонија чинити једну јединицу са засебном управом, то се није догодило. Главна команда Хрватско-славонске крајине имала је седиште у Загребу, али је и даље остала директно потчињена министарству рата у Бечу.
Хрватско-славонски сабор је више пута тражио демилитаризацију и прикључење Војне крајине. Процес етапног развојачења војно-крајишких области инициран је 1869. године, након начелног споразума између бечког двора и угарске владе. Прво је 1871. године укинута војна управа на подручју некадашњег Вараждинског генералата, чије су регименте (кеижевачка и ђурђевачка) развојачене, након чега је њихова територија прикључена Краљевини Хрватској и Славонији. Потом је 1873. године извршено развојачење преосталог дела хрватске и славонске војне крајине, али те области нису одмах прикључене Краљевини Хрватској и Славонији, већ су добиле посебну земаљску управу, која се делила на шест крајишких окружја (личко-оточко, огулинско-слуњско, банијско, градишко, бродско, петроварадинско). Тек 1881. године, сва крајишка окружја су по слову владарског декрета од 15. јула прикључена Краљевини Хрватској и Славонији, која је тиме добила границу на рекама Уни и Сави. Преузимање крајишке земаљске управе извршено је 1. августа од стране хрватско-славонског бана. У оквирима проширене Краљевине, прикључена окружја наставила су да постоје све до 1886. годинне, када је жупанијско уређење протегнуто и на те просторе, чиме је био окончан процес интеграције некадашњих крајишких области.
Средином 19. века извршена је и реорганизација војне крајине у Срему, Банату и Бачкој. Све до 1850. године, територија првобитне Банатске војне границе у јужном Банату била је у управном и командном смислу одвојена од суседних граничарских територија у Срему и Бачкој (Петроварадинска регимента и Шајкашки батаљон). У склопу административне трансформације која је спроведена након слома Мађарске револуције (1848-1849), државне и војне власти су 1850. године донеле одлуку о стварању обједињене Банатско-српске војне границе, која је поред дотадашње Банатске војне крајне обухватила и Петроварадинску регименту у Срему, као и Шајкашки батаљон у Бачкој, а за првог заповедника Банатско-српске војне границе постављен је фелдмаршал Јохан Коронини, са седиштем у Темишвару. Банатско-српска војна крајина развојачена је током 1872. и 1873. године, а њена територија је интегрисана у жупанијски управни систем.

## Администрација

### Подјела
Током 18. и 19. вијека, Крајина је била подијељена на неколико округа:
| Округ                            | Период        | Напомене |
| -------------------------------- | ------------- | --- |
| Хрватска војна крајина           | 16. век—1850. | Створена је у облику Карловачког генералата, на граници хабзбуршке Хрватске према османској Босни. Временом је обухватила Лику, Крбаву и Кордун. Након обједињавања са суседним крајинама 1786. године, појам Хрватске војне крајине проширио се на Банску крајину и Вараждински генералат.                              |
| Славонска војна крајина (стара)  | 16. век—1783. | Створена је у облику Вараждинског генералата, на граници горње Славоније према османској Босни. Након обједињавања са Банском крајином (1783) и Карловачким генералатом (1786) постала је део проширене Хрватске војне крајине.                                                                                          |
| Банска војна крајина             | 16. век—1823. | Створена је на простору доњег Покупља, а налазила се под командом хрватско-славонског бана. Након привременог обједињавања са Вараждинским генералатом (1783) и Карловачким генералатом (1786), поново је успостављена 1790. године, а затим је 1823. године и дефинитивно постала део проширене Хрватске војне крајине. |
| Дунавска војна крајина           | 1702—1751.    | Чинили су је дијелови јужне Бачке (укључујући Паланку, Петровац, Петроварадински Шанац, Тител итд) и сјеверној Срема (укључујући Петроварадин, Шид итд). Након укидања ових дијела Крајине, један дио ове територије је постављен под цивилну управу, док је други придружен другом дијелу Крајине.                      |
| Потиска војна крајина            | 1702—1751.    | Чинили су је дијелови сјевероисточне Бачке (укључујући Сомбор, Суботицу, Кањижу, Сенту, Бечеј итд). Након укидања овог дијела Крајине, већина територије је постављена под цивилну управу, док је мања област на југу остала под војном управом Шајкашког батаљона.                                                      |
| Поморишка војна крајина          | 1702—1751.    | Овај дио Крајине је чинила област Поморишје, област у доњем току ријеке Мориш. Након укидања овог дијела, цијела територија је постављена под цивилну управу. |
| Посавска војна крајина           | 1702—1745.    | Заузимала је простор дуж средњег тока ријеке Саве. Накнадно је проширена и трансформисана у нову Славонску војну крајну. |
| Славонска војна крајина (нова)   | 1745—1850.    | Настала је реорганизациом пограничног појаса у славонској и сремској Посавини и Подунављу, пратећи ријеку Саву, дуж границе са Босном и Србијом и протежући се у Срем, до ушћа Саве у Дунав, а затим уз Дунав до Петроварадина.                                                                                          |
| Банатска војна крајина           | 1751—1850.    | Налазила се у банатском Подунављу. Била је подијељена на њемачку, српску (илирску) и румунску (влашку) регименту. |
| Трансилванијска војна крајина    | 1762—1851.    | Смјештена је у источном и јужном дијелу Трансливаније. Састојала се од секељског и румунског регимента. Успостављање овог дијела Крајине пратио је масакр у Мадефалву или Сикулицидијум. |
| Банатско-српска војна крајина    | 1850—1873.    | Настала је обједињавањем старе Банатске војне крајине са граничарским областима у Срему (Петроварадинска регимента) и Бачкој (Шајкашки батаљон). Развојачена је током 1872. и 1873. године. |
| Хрватско-славонска војна крајина | 1850—1873.    | Настала је обједињавањем проширене Хрватске војне крајине са новом Славонском војном крајином. Њеним коначним развојачењем 1873. године довршено је укидање Војне крајине. |

### Мапе
- Војна крајина у Срему, Бачкој и Поморишју (1699-1718)
- Војна крајина у Срему, Бачкој и Поморишју (1718—1744)
- Војна крајина у Срему, Бачкој и Поморишју (1744—1750)
- Војна крајина у Банату, Срему и Бачкој (1751—1873)
- Војна крајина у Банату, Срему и Бачкој (18—19. вијек)
- Војна крајина у Банату, Срему и Бачкој (1849)
- Славонска војна крајина (1849)

## Демографија

### 1828.
Становништво 1828. године су чинили:
- 543.154 (50,60%) православца
- 434.344 (40,46%) католика
- 53.073 (4,95%) гркокатолика
- 42.659 (3,98%) протестаната
- 450 (0,05%) јевреја

### 1846.
Према Аустријском статистичком годишњаку из 1846. године у Војној крајини је живјело 1.226.408 становника:
- 598.603 (48,82%) православца
- 514.545 (41,96%) католика
- 62.743 (5,12%) гркокатолика
- 49.980 (4,08%) протестаната
- 537 (0,05%) јевреја

### 1857.
Први савремени попис становништва у Аустријском царству је спроведен 1857. године и биљежио је вјерску припадност. Војна крајина је имала 1.062.072 становника, док је вјерска структура била сљедећа:
- 587.269 (55,30%) православаца
- 448.703 (42,26%) католика
- 20.139 (1,91%) протестаната
- 5.533 (0,53%) гркокатолика
- 404 (0,05%) јевреја

## Умјетнички приказ
Србе у Војној Крајини и њихов живот су кроз умјетничку форму бакрореза представили водећи умјетници ове форме за вријеме владавине Марије Терезије: Ђенаре Базиле, Густав  Адолф  Милер, Тома Месмер, Јакоб Шмуцер и Јохан Ернст Мансфелд.
Најбоље бакрорезе са представама Срба урадио је Ђенаре Базиле. На његовим радовима српски војници су представљени са продорним цртама лица и продорним погледима, ратоборно, спартански. Идеализован уметнички приказ Срба служио је да  покаже да  Хабзбуршка монархија има озбиљну војску и да је њени противници не би требали потцјењивати.